# Паново (разъезд, Алтайский край)
Паново — разъезд (тип населенного пункта) в Ребрихинском районе Алтайского края. Входит в состав Пановского сельсовета.

## География
Расположен у одноименного железнодорожного разъезда Западно-Сибирской железной дороги, на расстоянии приблизительно 13 километров (по прямой) к юго-западу от села Ребрихи, административного центра района. 

## Население
| 1997 | 1998 | 1999 | 2000 | 2001 | 2002 |
| ---- | ---- | ---- | ---- | ---- | ---- |
| 51   | ↘46  | →46  | ↗48  | ↘45  | ↘42  |
| 2003 | 2004 | 2005 | 2006 | 2007 | 2008 |
| ↗44  | ↘41  | ↘36  | ↘34  | ↗36  | →36  |
| 2009 | 2010 | 2011 | 2012 | 2013 |      |
| ↗40  | ↘26  | ↗27  | ↘25  | ↘20  |      |

Национальный состав
Согласно результатам переписи 2002 года, в национальной структуре населения русские составляли 98 %.